# Ingo Nussbaumer

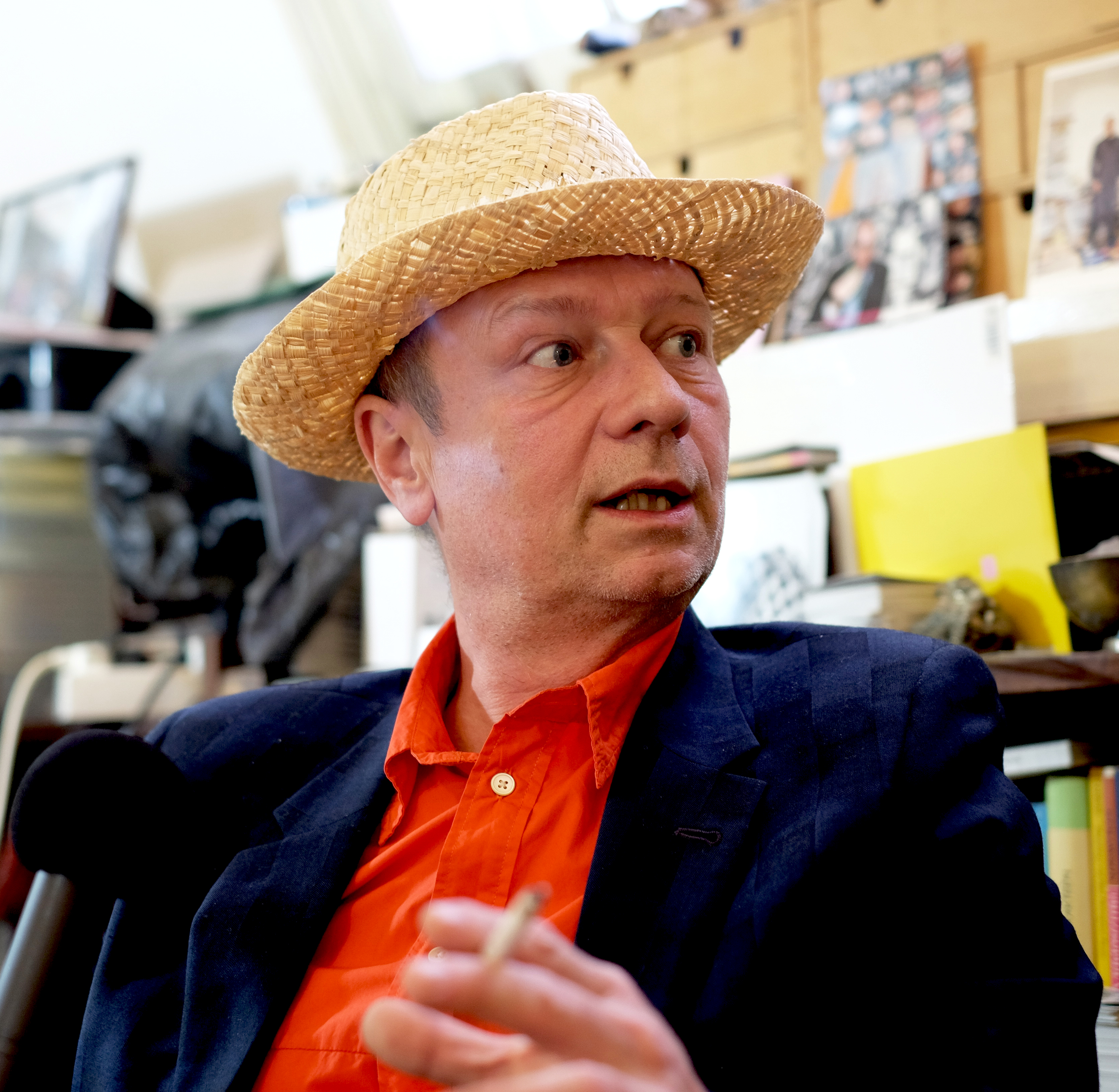
Ingo Nussbaumer (2017)

Ingo Nussbaumer (* 1. Januar 1956 in Leibnitz) ist ein österreichischer Künstler und Kunsttheoretiker.

## Leben
Ingo Nussbaumer wuchs als Kind einer Lehrerfamilie in St. Nikolai ob Draßling in der Südsteiermark auf. Zwischen 1976 und 1982 studierte er Malerei und Philosophie in Basel, Salzburg und Wien, wo er anschließend sein Atelier in der Myrthengasse bezog.
Gemeinsam mit Eva Blimlinger, Ela Hornung-Ichikawa und Johannes Matthiesen führte Ingo Nussbaumer 1987 eine Zweigstelle der Free International University (FIU) in Wien, um ein zeitgenössisches Diskussionsforum für Kunst in Wien zu schaffen. Die Veranstaltungen im Rahmen der FIU fanden im Atelier von Ingo Nussbaumer statt, bis die Zweigstelle 1989 aufgehoben wurde.
2014 übernahm Nussbaumer einen Lehrauftrag als Gastprofessor an der Universität für Angewandte Kunst Wien. Es besteht zudem eine Zusammenarbeit zwischen den querkraft architekten und Ingo Nussbaumer. Das Wiener Architekturbüro bindet Nussbaumer als Künstler zur Gestaltung umfassender Farbkonzepte in Bauprojekte ein. Das erste gemeinsame Projekt wurde 2015 im Wiener Bezirk Ottakring fertiggestellt. Es handelt sich um das ODO-Wohngebäude, für welches Nussbaumer die Fassadengestaltung übernahm.
Ingo Nussbaumer lebt und arbeitet in Wien und Stettenhof. Repräsentiert wird Ingo Nussbaumer in Österreich durch die Galerie Winter (Wien), in Deutschland durch die Galerie Ulrich Mueller (Köln).

## Werk

### Bildnerisches Werk

#### Malerei

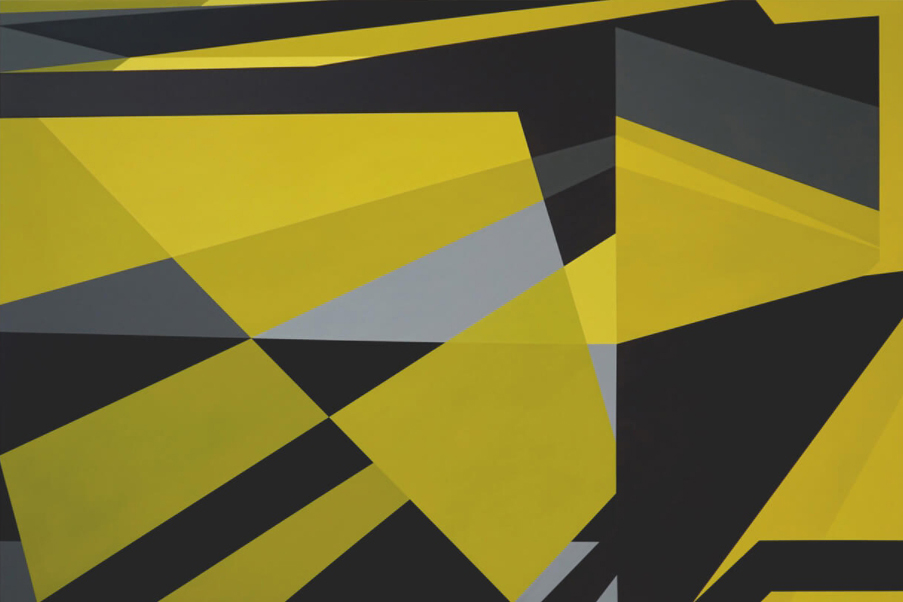
Gemälde CP 24 „Im Haus des Dschingis Khan“, Alkyd und Öl auf MDF, 2016

Die Auseinandersetzung und phänomenologische Erforschung von Farbe und Farbwirkungen stehen im Zentrum von Ingo Nussbaumers kunsttheoretischen und bildnerischen Werk. Das bildnerische Gesamtwerk des Künstlers lässt sich in zwei Gruppen unterteilen: Gemälde und Lichtobjekte.
Neben dem Bauhaus und dem abstrakten Expressionismus haben die Ansätze der nichtrelationalen Malerei von Donald Judd und Frank Stella seine frühe Malerei beeinflusst. Sein Stil ist seit Beginn geprägt durch das systematische Anfertigen von Gemäldeserien. Damit konnte Nussbaumer Farben in diversen Wirkungszusammenhängen, wie das Verhalten von Farbflächen, Licht, Schatten oder die Entstehung von Farbräumen untersuchen und neue Zugänge herausarbeiten. Seit 1997 werden Gemälde mit dem Titel color proposition versehen, um zu verdeutlichen, dass Farbgefüge bildnerische Ausdrücke formulieren, die inhaltsstiftende Funktionen besitzen können, welche über bloß abbildende Bedeutungen hinausgehen.
Nussbaumer erstellt sowohl Gemälde auf Öl- und Alkyd-Basis, als auch Aquarelle. Auf dem Gebiet des Aquarells entwickelte Nussbaumer eine eigene Schablonentechnik zur Erzeugung von Farbflächen, um scharfkantige Verzahnungen und Verschränkungen von Farben zu erzielen. Auch seine Aquarelle werden in der Regel zu Bildblöcken oder Serien zusammengefasst, wie die Serie Kaspar Hausers Versuch die befohlene Tonlage zu torpedieren, welche zwischen 2013 und 2015 entstanden ist und vom 24. – 27. September 2015 auf der Kunstmesse viennacontemporary (Galerie Hubert Winter) gezeigt wurde.

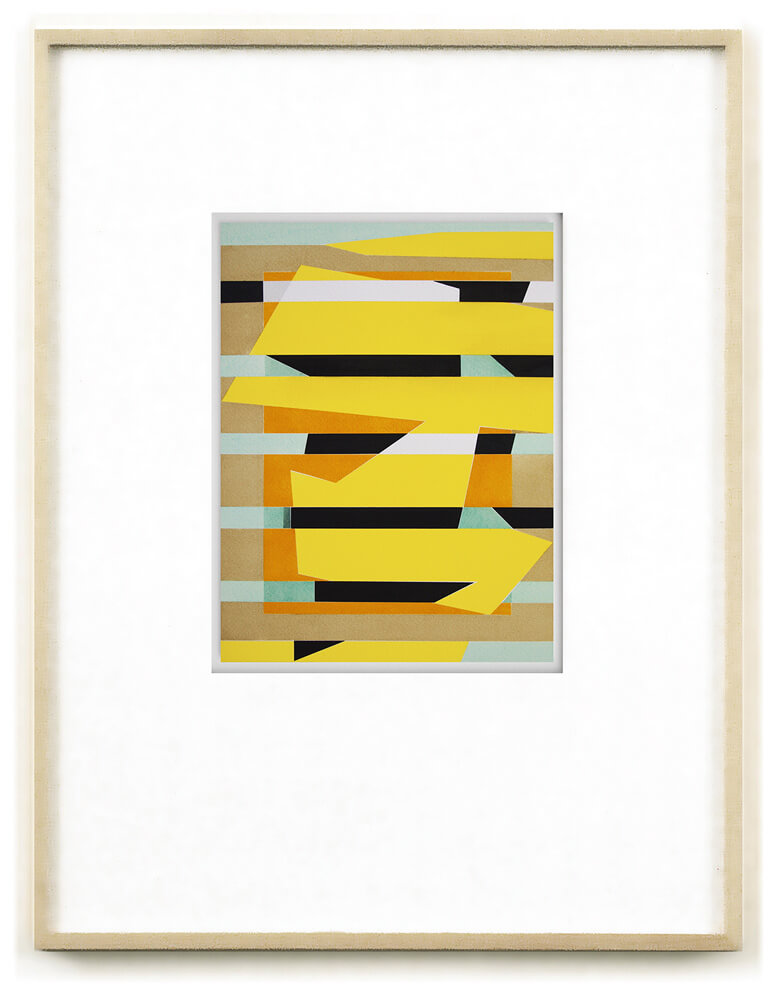
color proposition 0217
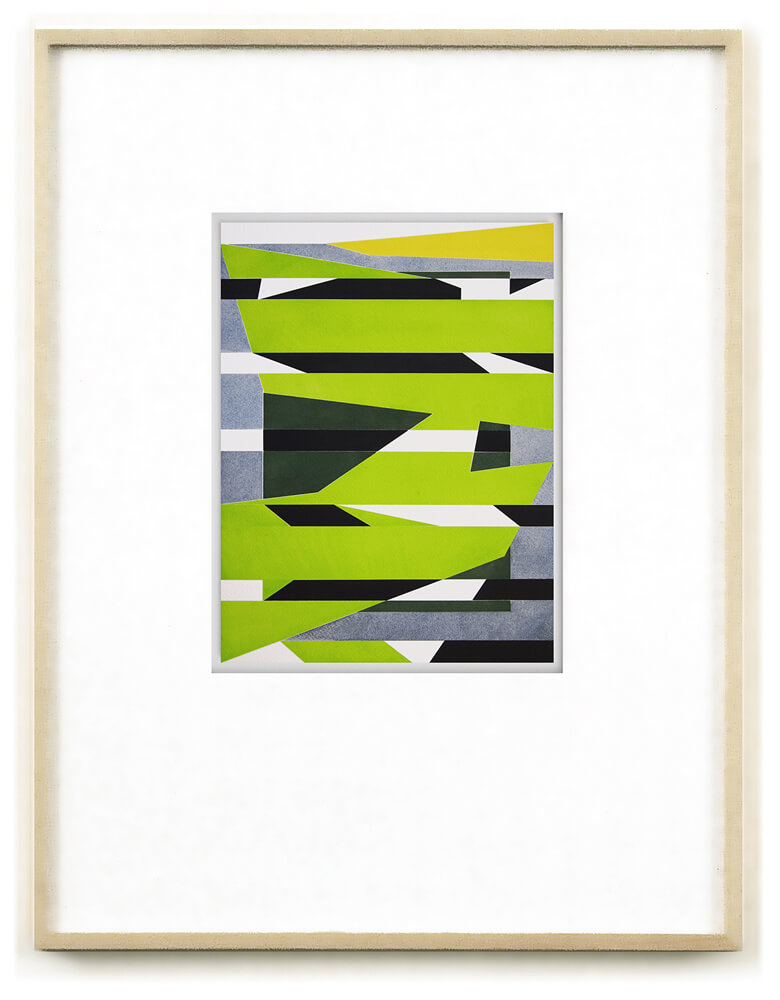
color proposition 0219
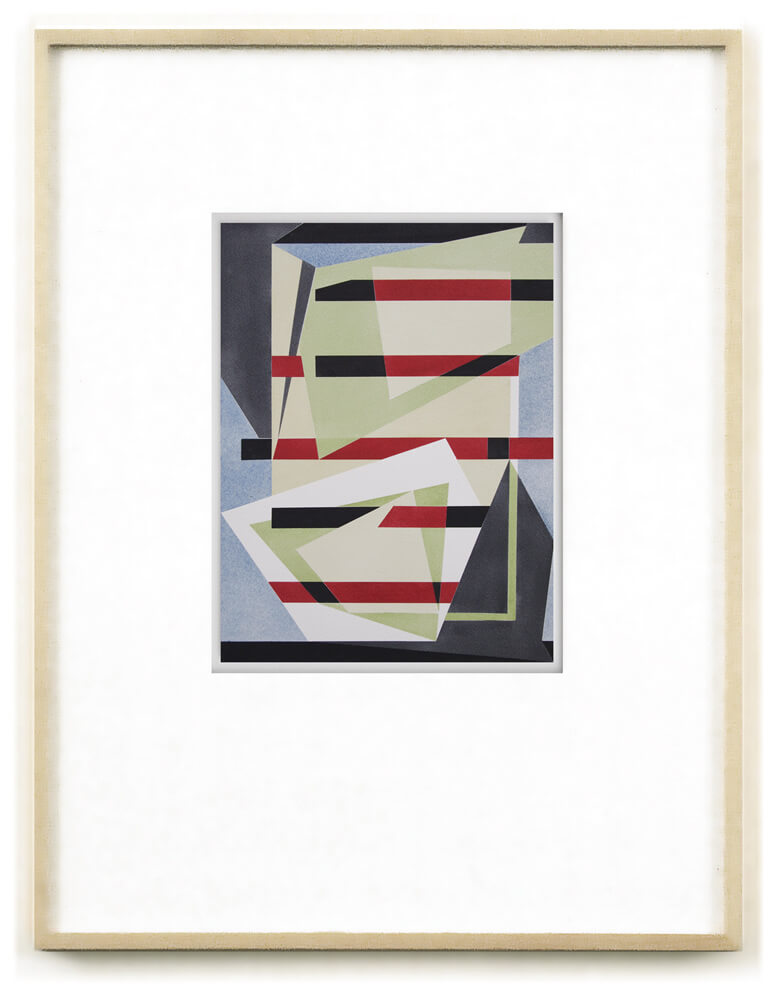
color proposition 0222
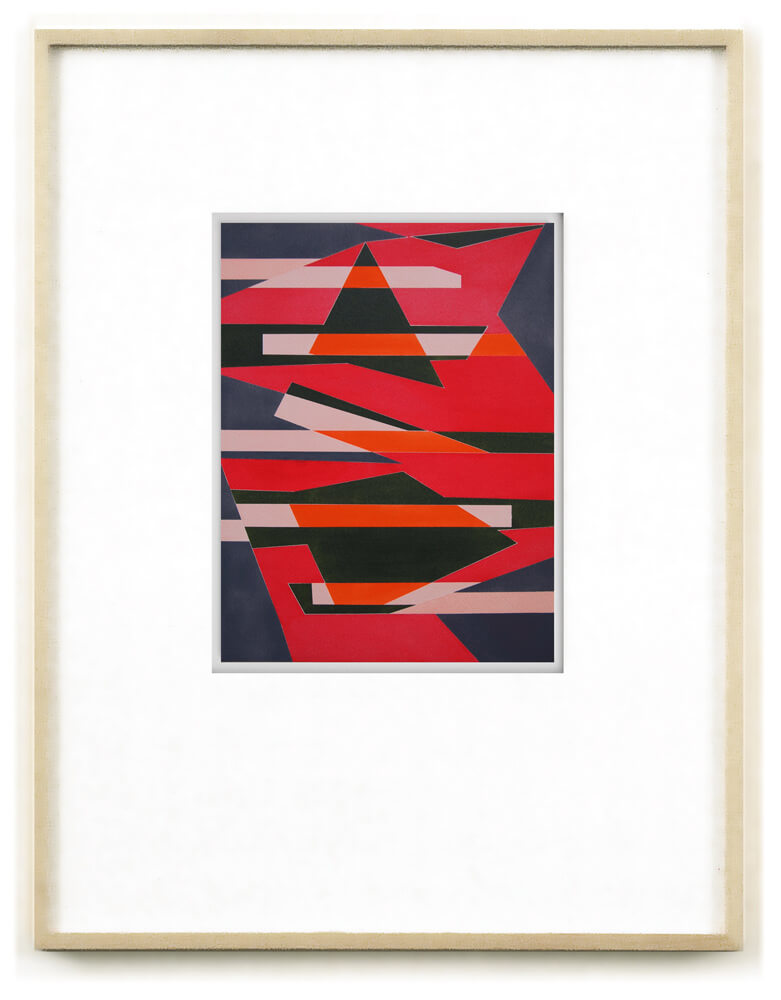
color proposition 0227

#### Lichtobjekte

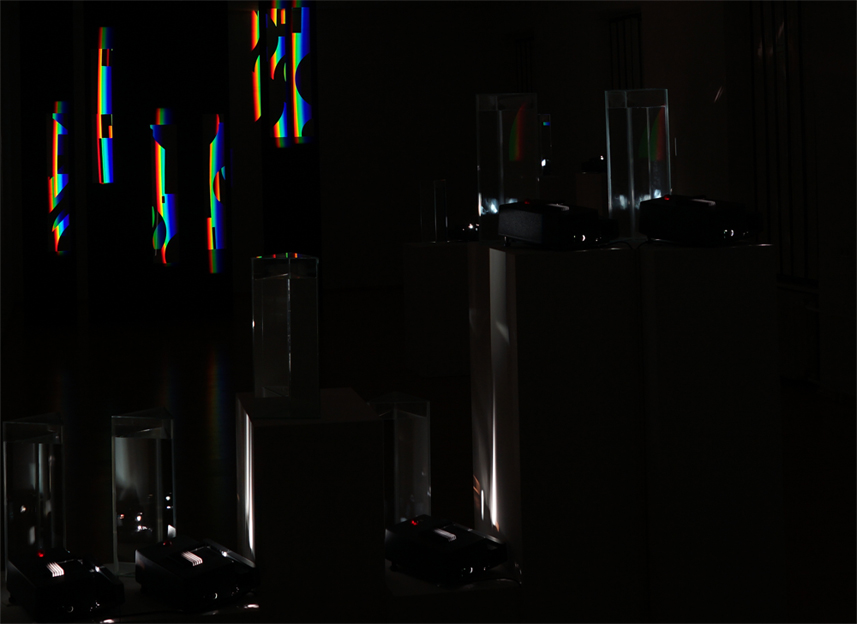
Detail der Lichtinstallation „Hollows in Newton's Garden“ in der Galerie Marenzi in Leibnitz, 2018

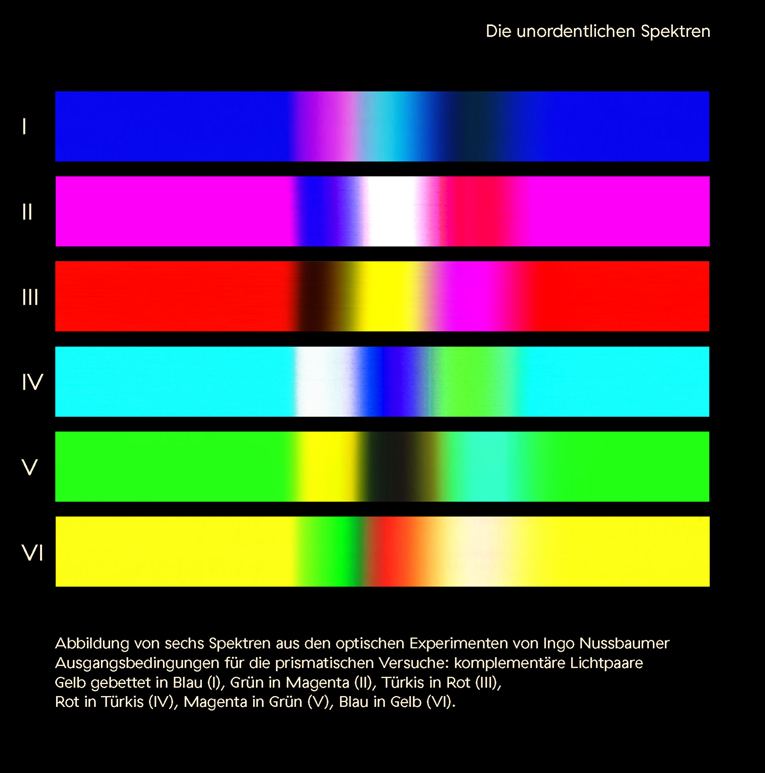
Die sechs unordentlichen Spektren, entdeckt durch Ingo Nussbaumer

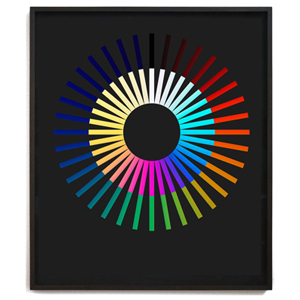
Farbkreis komplementärer Spektren nach Ingo Nussbaumer

Seine Lichtinstallationen greifen das Thema Farbe auf spektraler Ebene wieder auf und gehen auf intensive Experimente mit Farbphänomenen zurück. Über mehr als zehn Jahre untersuchte Nussbaumer die Wechselwirkung prismatischer Farbphänomene. Diese Untersuchungen können als Fortführung der Arbeit Interaction of Color von Josef Albers gesehen werden, wobei Nussbaumer sich jedoch auf Spektralfarben konzentriert. Bezugnehmend auf den methodischen Ansatz in Goethes Farbenlehre, gelang es ihm, Goethes Experimente weiterzuentwickeln, wobei er Isaac Newtons Experimente gezielt mit einbezog. Dies führte  1995 schließlich zur Entdeckung sechs weiterer neuer Farbspektren. Gekoppelt mit der Aufarbeitung des Experimentum Crucis von Newton, initiierte Nussbaumer einen Diskurs zwischen Kunst, Philosophie und Physik.
Seine Lichtobjekte operieren alle mit spektralen Farbphänomenen. Dazu werden große Wasserprismen benutzt, durch die Licht von Diaprojektoren über Spalte und Stege geschleust Spektren auf eigens entwickelten Auffangschablonen werfen, durch die dann die spektralen Farberscheinungen fragmentiert werden. In dem durch weitere im Raum aufgestellte Prismen die fragmentierten Spektren angeschaut werden können, fügen sich die Ausgangsfarben zu neuen Farben und Konstellationen zusammen.

### Farbforschung

#### Die sechs unordentlichen Spektren
Seit den 1990er Jahren führt Nussbaumer optische Experimente durch, in denen er von Experimenten Issac Newtons und Wolfgang Goethes ausgeht, diese aber neu kombiniert und selbständig weiter entwickelt. Seine Versuche führen ihn zur Entdeckung neuartiger Spektren, die alle eine vergleichbare Struktur zum klassischen Regenbogenspektrum und seinem umgekehrten Gegenpart (dem sogenannten Goethespektrum) aufweisen. Er beschreibt diese sechs neuen Spektren in seinem Buch „Zur Farbenlehre“, wo er sie unordentliche Spektren nennt. Die Experimente zeigen, dass sich das Verhalten von Spektralfarben gravierend ändert, wenn sie in verschiedene Farbfelder eingebettet werden. So konnte er mit seinen phänomenologischen Studien eine Relativität prismatischen Verhaltens nachweisen. Je nach Einbettung einer Lichtfarbe (Binnenfeld) in ihr farbkomplementäres Gegenstück (Umfeld), zeigen sich drei kontinuierlich ineinander übergehende spektrale Farben aus denen umgekehrt durch eine Bündelung wieder die Ausgangsfarbe entsteht, sofern die Ausgangsbedingung der Einbettung in das farbig komplementäre Umfeld zum Binnenfeld beibehalten wird. So ergibt beispielsweise Blau eingebettet in Gelb die drei primären Farbfelder Grün, Rot und Weiß, aus denen alle übrigen Farben experimentell hergeleitet werden können und die in diesem System als Grundfarben agieren. Alle drei Farben gebündelt (durch ein Prisma oder eine Sammellinse) ergeben wieder das blaue farbige Ausgangsbild.

#### Der Farbkreis komplementärer Spektren
Im Rahmen einer Ausstellung im Tieranatomischen Theater und Museum der Humboldt-Universität zu Berlin zeigte Nussbaumer erstmals 2019 den von ihm entwickelten „Farbkreis komplementärer Spektren“, die als Newton- und Goethespektrum (oder als normales und umgekehrtes Regenbogenspektrum) mittels einer 0,5 mm breiten Steg-Spalt-Blende prismatisch entworfen werden. Dieser Farbkreis setzt sich aus 72 Farbfeldern zusammen, deren komplementäre Werte unmittelbar aneinandergrenzend angeordnet sind und einen in 36 Segmente unterteilten Fächer der einander komplementären Spektren ergeben. Durch die Art der gegenüberstellenden Darstellung ist es auch möglich, die beiden unbunten Werte Schwarz und Weiß in den Farbkreis zu integrieren, welche die auslaufenden Enden der jeweiligen Spektren darstellen und das Umfeld andeuten, in dem sie als Farbphänomene liegen. Im Deutschen Romantik-Museum wird seit Juni 2022 eine Variante des Farbkreises komplementärer Spektren auf der Basis von Sonnenlicht als Teil einer permanenten Installation des Künstlers gezeigt. Sie trägt den Titel: Lichte Nacht der Iris / The Rainbow's Missing Colours.

## Ausstellungen (Auswahl)
- 2021: Lichte Nacht der Iris / The Rainbow's Missing Colours, permanente Installation, Deutsches Romantik-Museum, Frankfurt am Main.
- 2020: Galerie Ulrich Mueller, Köln.
- 2019: AUGENWERK . ØRENSLYD. Tieranatomisches Theater der Humboldt-Universität zu Berlin, Berlin.
- 2019: DISCRETE AUSTRIAN SECRETES. THE GALAXY MUSEUM of Contemporary Art (GCA), Chongqing.
- 2018: IST EROS DER EBEN JETZT VON MIR BEOBACHTETE PLANET? Wanderausstellung mit Stationen in Goldberg, Berlin, Jena und Hallein.
- 2016: IM HAUS DES DSCHINGIS KHAN. rittergallery, Klagenfurt.
- 2016: AUGEN-BLICKE. Museum Liaunig, Neuhaus/Suha.
- 2016: ABSTRAKT-SPATIAL Malerei im Raum. Kunsthalle Krems, Krems.
- 2013: Galerija Vartai, Vilnius.
- 2013: Galerie Hubert Winter, Wien.
- 2011: Virtual Color Tubes. Light, Fragmentation, Restitution. Vasarely Museum Budapest, Budapest.
- 2011: streng geometrisch. Museum Moderner Kunst Kärnten MMKK, Klagenfurt.
- 2010: Working Shade. Formed Light. A Serial and Spectral Color Project. Humboldt-Universität zu Berlin, Berlin.
- 2007: THE STRUCTURE OF PAINTING. Galerie Ulrich Mueller, Köln.

## Veröffentlichungen
- Galerie Hubert Winter, Ingo Nussbaumer (Hrsg.): Ingo Nussbaumer. Malerei der Anordnungen. Rücknahme und Eingriff. Verlag für moderne Kunst, Nürnberg 2010, ISBN 978-3-86984-046-8.
- Ingo Nussbaumer: Zur Farbenlehre: Entdeckung der unordentlichen Spektren. Edition Splitter, Wien 2008, ISBN 978-3-901190-38-4.
- Ingo Nussbaumer: Die Idee des Bildes: Als Beitrag zu einer Noetik der Kunst. Edition Splitter, Wien 2002, ISBN 3-901190-86-4.
- Ingo Nussbaumer: Malerei als Proposition: Aktueller Ausdifferenzierungsstand statt Restauration im ästhetischen Feld. Triton Verlag, Wien 1997, ISBN 3-901310-68-1.